# Gilmore Girls
Pour les articles homonymes, voir Gilmore.
Cet article concerne la série de 2000. Pour la suite de 2016, voir Gilmore Girls : Une nouvelle année.
Gilmore Girls : Une nouvelle année
Gilmore Girls est une série télévisée américaine en 153 épisodes de 42 minutes, créée par Amy Sherman-Palladino et diffusée entre le 5 octobre 2000 et le 9 mai 2006 sur le réseau The WB puis entre le 26 septembre 2006 et le 15 mai 2007 sur le réseau The CW. 
Une suite de cette série en quatre épisodes de 90 minutes, intitulée Gilmore Girls : Une nouvelle année, a été réalisée en 2016 avec les mêmes acteurs. Elle est diffusée en exclusivité sur Netflix le 25 novembre 2016 dans tous les pays francophones.
En France, les premiers épisodes de la série ont été diffusés sur TF6, Nickelodeon Teen, France 2 ainsi que sur Gulli. La série a été diffusée dans son intégralité du 7 janvier 2008 au 16 mai 2008 sur France 4 et rediffusée à partir du 10 février 2014 sur RTL9. En Belgique, la série a été diffusée sur Club RTL et rediffusée dès le 27 janvier 2014 sur AB3 et au Québec à partir du 24 février 2002 sur VRAK.TV.

## Synopsis
La série raconte la relation complice et même privilégiée de Lorelai avec sa fille Rory qu'elle a eue à 16 ans. Entre leurs histoires d'amour respectives, les relations avec les grands-parents de Rory ou les personnages secondaires rencontrés au travail de Lorelai, ceux de la petite ville de Stars Hollow ou encore à l'école secondaire d'élite « Chilton » de Rory, Lorelai et Rory n'ont pas le temps de s'ennuyer.

## Distribution

### Acteurs principaux
- Lauren Graham (VF : Nathalie Regnier) : Lorelai Gilmore
- Alexis Bledel (VF : Noémie Orphelin) : Lorelai "Rory" Gilmore
- Scott Patterson (VF : Patrick Laplace) : Luke Danes
- Kelly Bishop (VF : Régine Blaess) : Emily Gilmore
- Edward Herrmann (VF : Bernard Demory) : Richard Gilmore
- Keiko Agena (VF : Solène Davan-Soulas) : Lane Kim
- Melissa McCarthy (VF : Véronique Volta) : Sookie St. James
- Yanic Truesdale (VF : Yann Le Madic) : Michel Gerard
- Liza Weil (VF : Caroline Pascal) : Paris Geller (saisons 2 à 7, récurrente saison 1)
- Jared Padalecki (VF : Benjamin Pascal) : Dean Forester (saisons 2 et 3, récurrent saisons 1, 4 et 5)
- Sean Gunn (VF : Éric Missoffe) : Kirk Gleason (saisons 3 à 7, récurrent saisons 1 et 2)
- Milo Ventimiglia (VF : Alexis Tomassian / David Lesser) : Jess Mariano (saisons 2 et 3, récurrent saisons 4, invité saison 6)
- Matt Czuchry (VF : Ludovic Baugin) : Logan Huntzberger (saisons 6 et 7, récurrent saison 5)

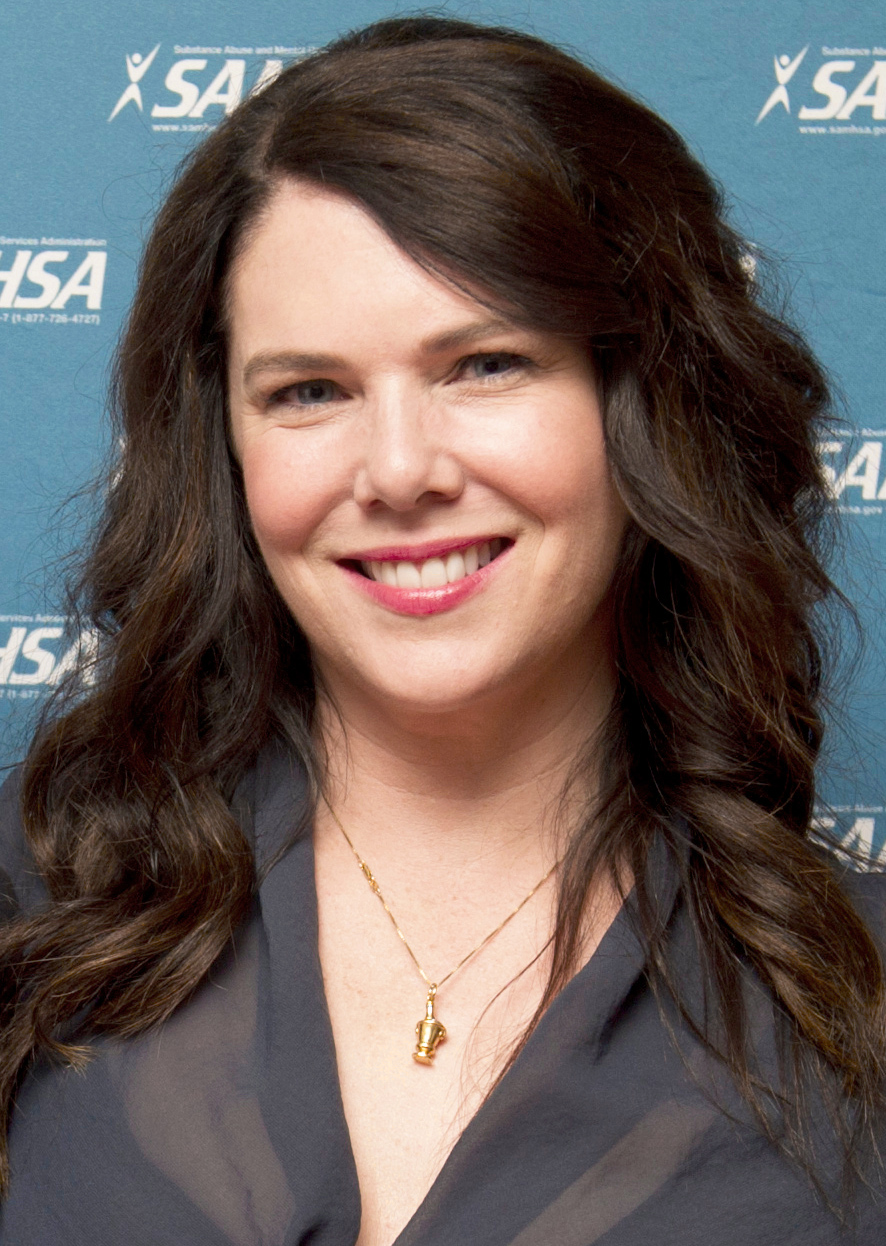
Lauren Graham interprète Lorelai Gilmore.
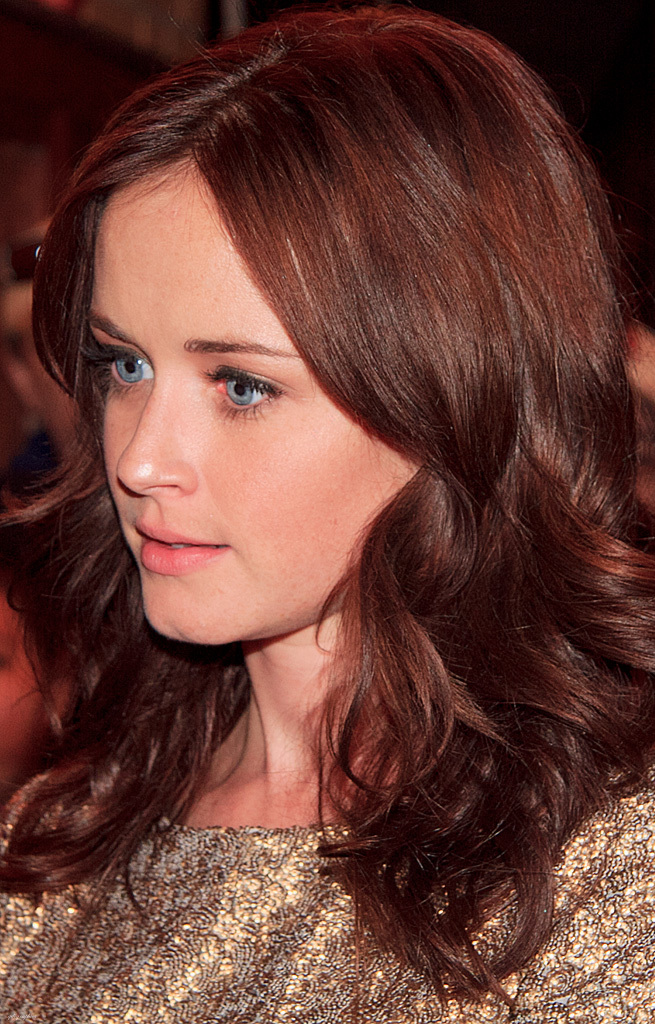
Alexis Bledel interprète Rory Gilmore.
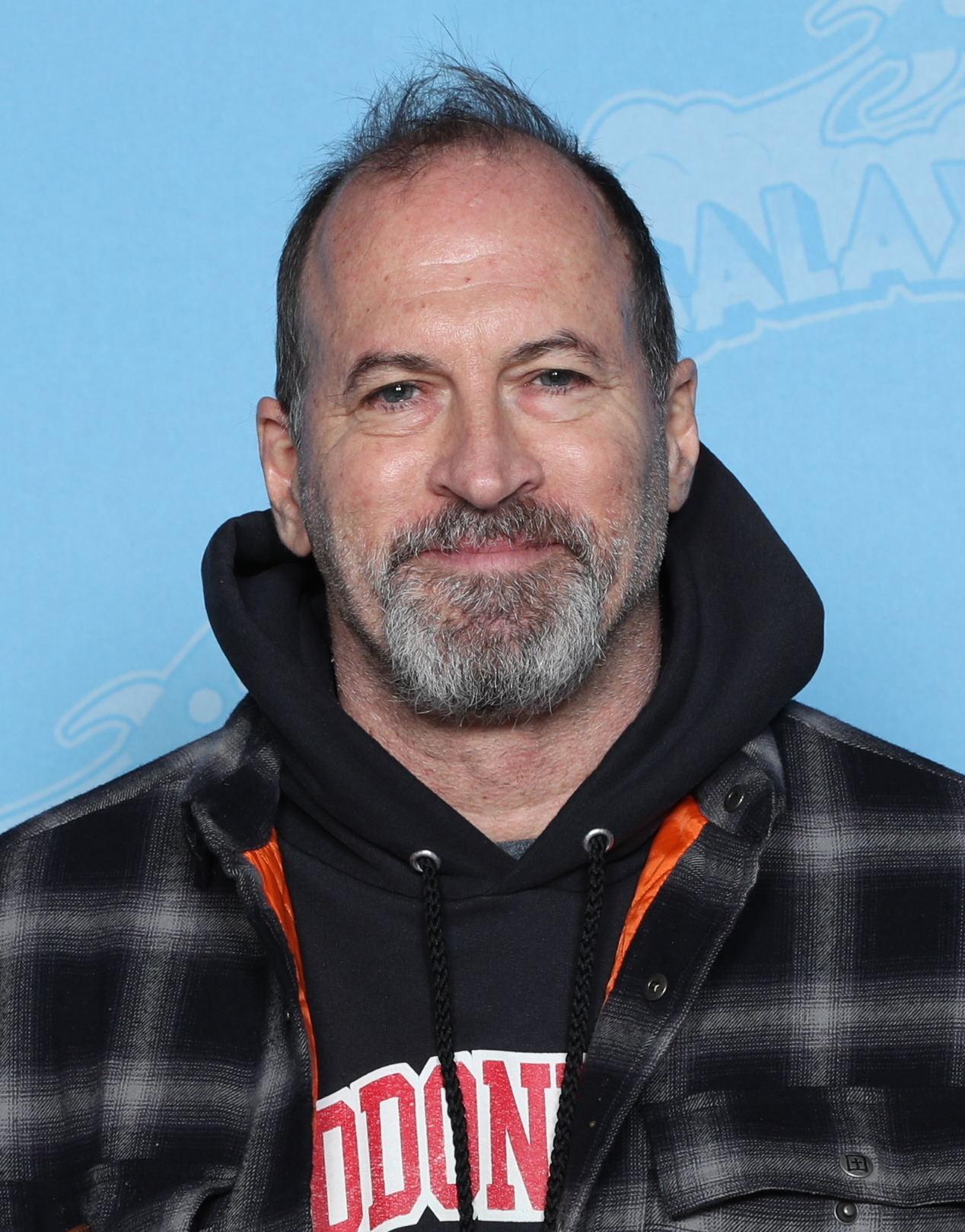
Scott Patterson interprète Luke Danes.
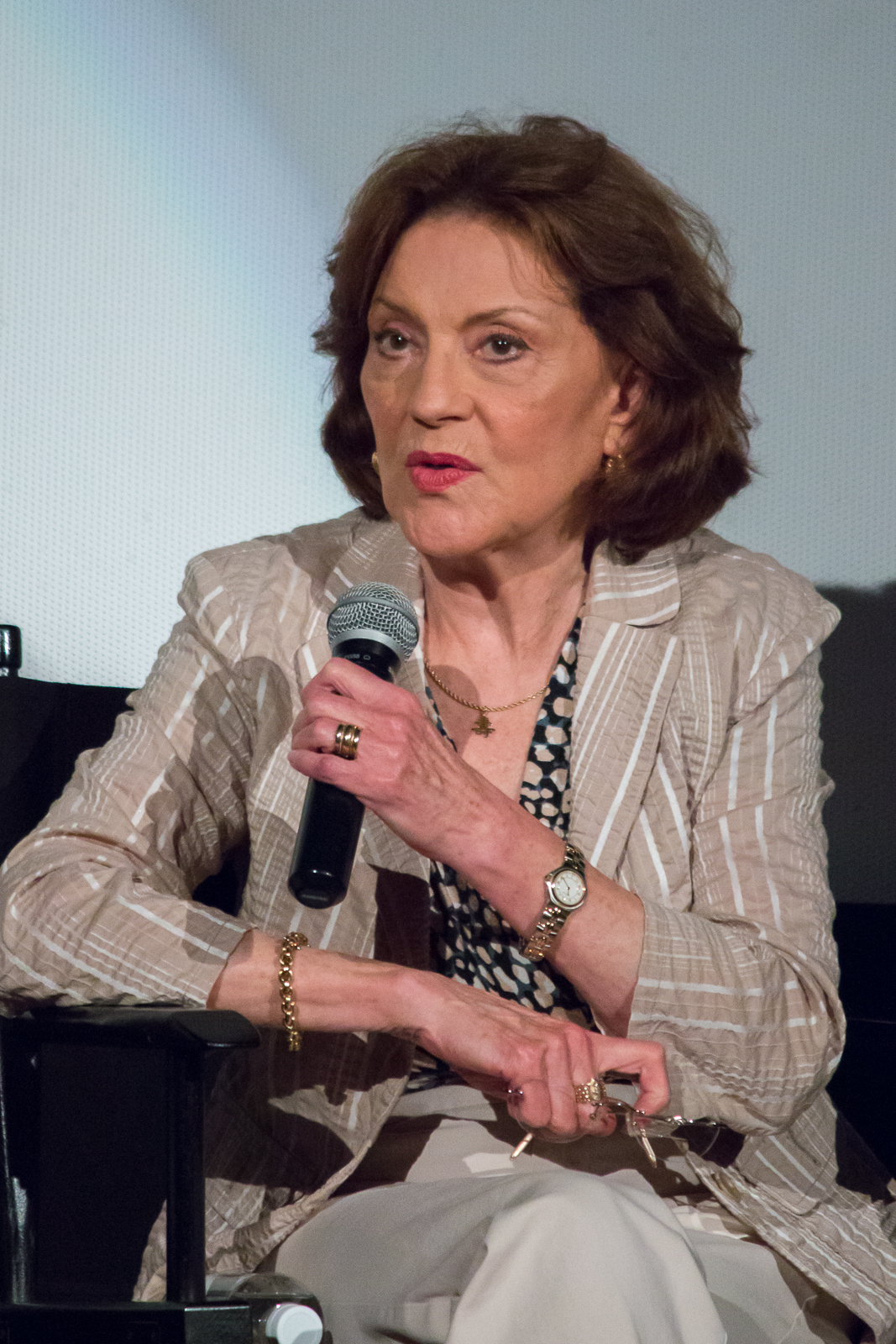
Kelly Bishop interprète Emily Gilmore.
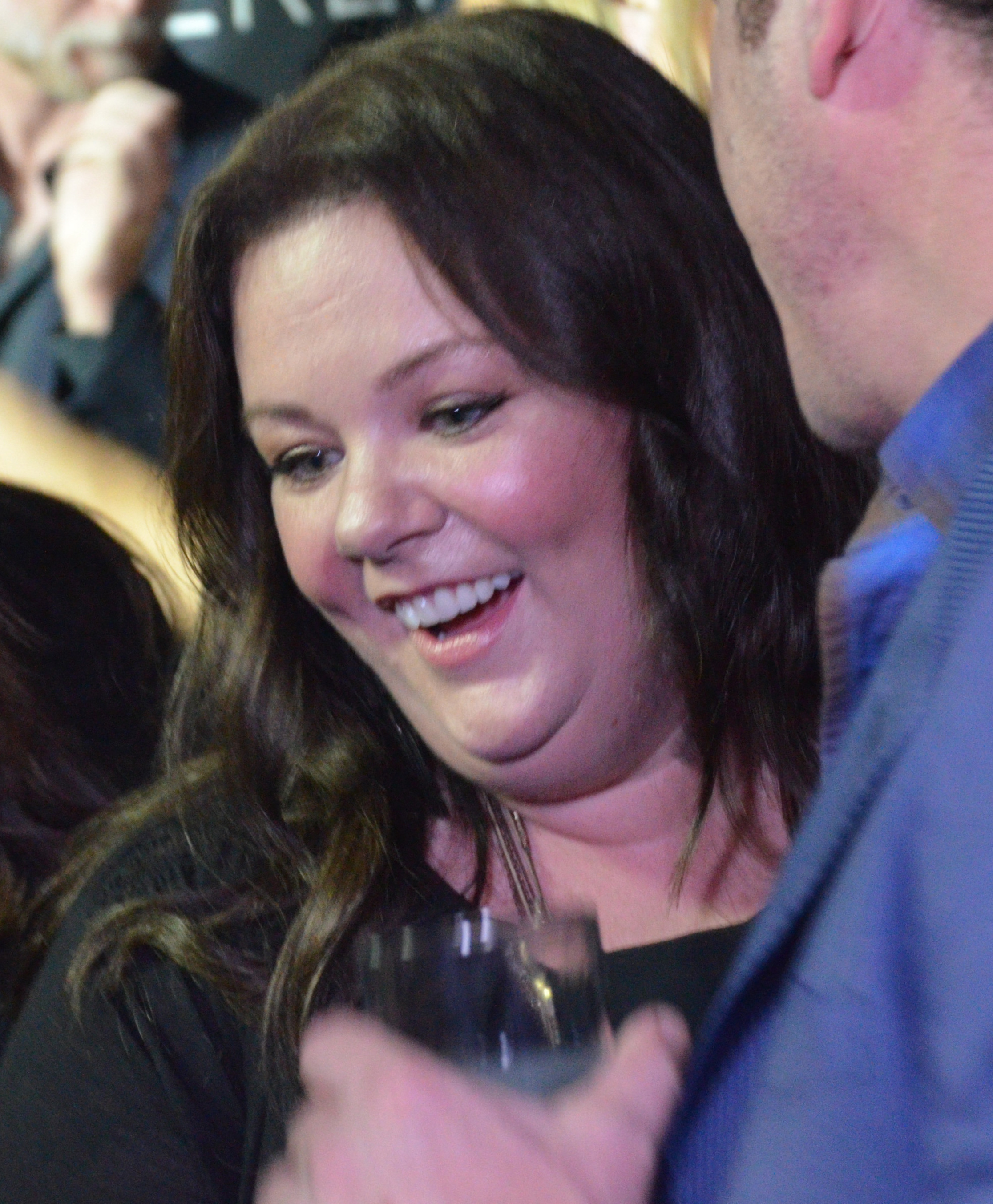
Melissa McCarthy interprète Sookie St. James.
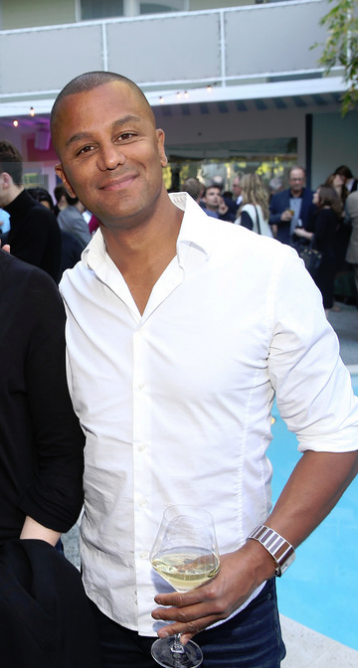
Yanic Truesdale interprète Michel Gerard.
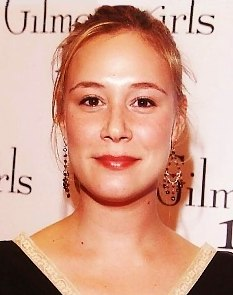
Liza Weil interprète Paris Geller.
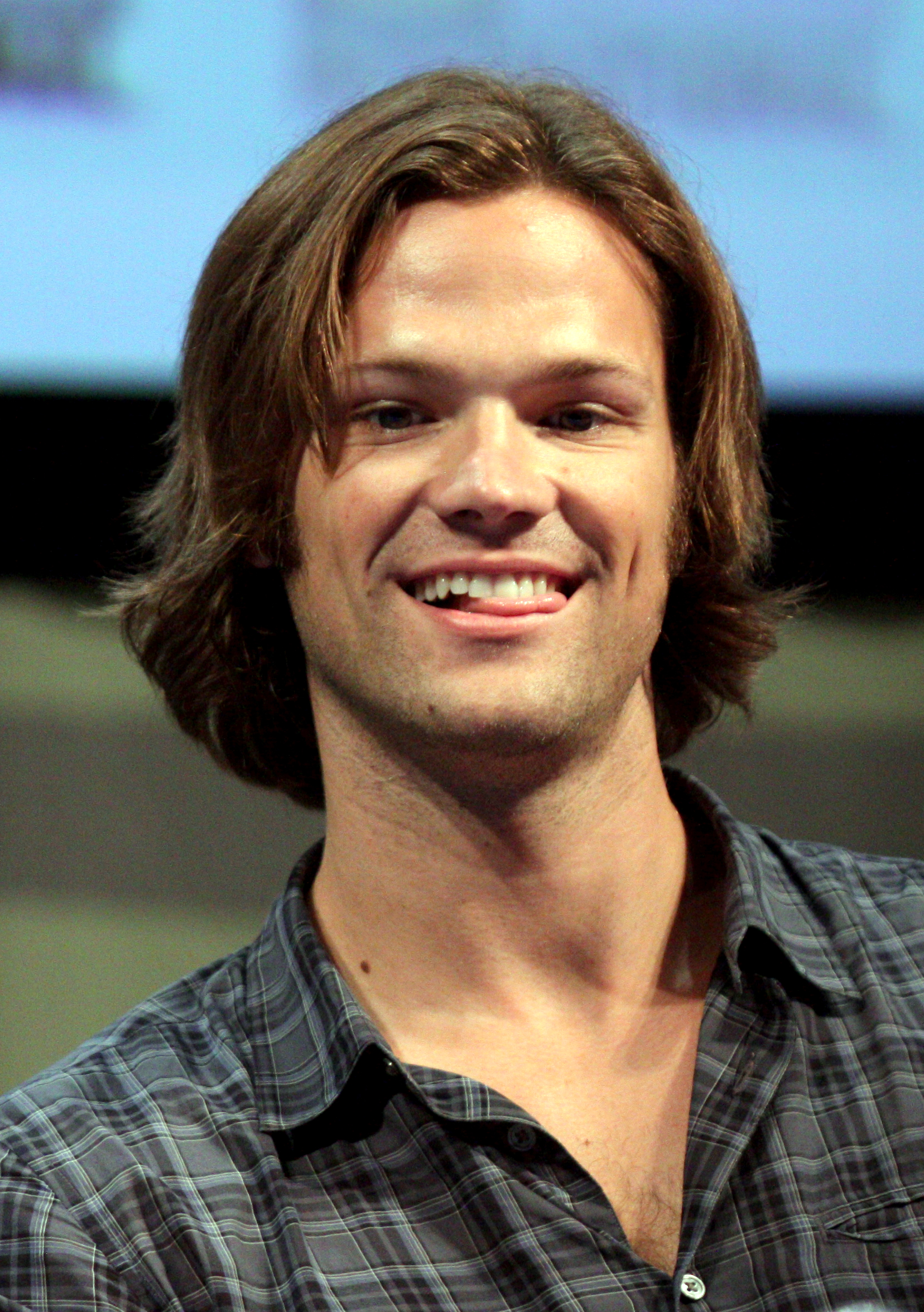
Jared Padalecki interprète Dean Forester.
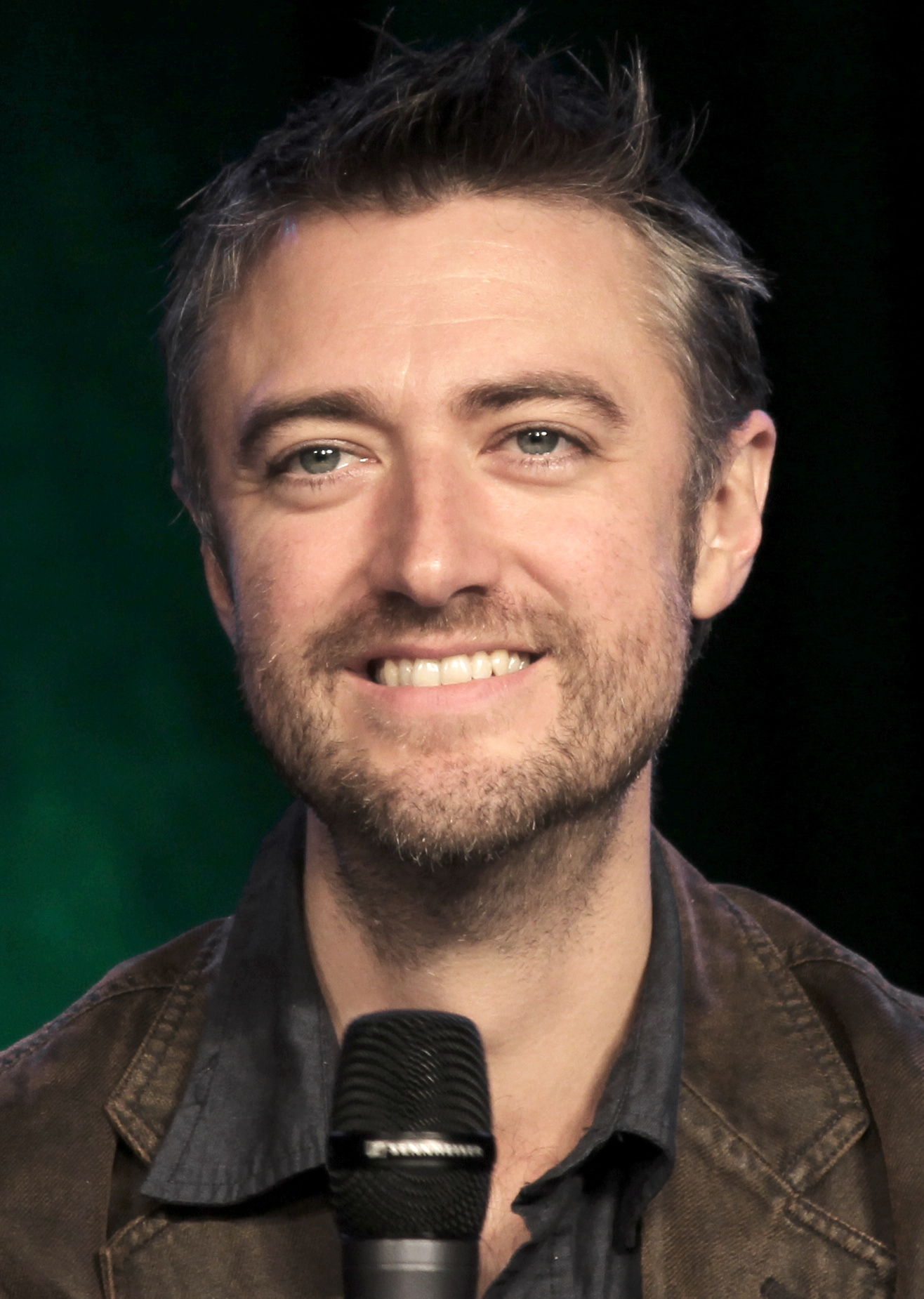
Sean Gunn interprète Kirk Gleason.
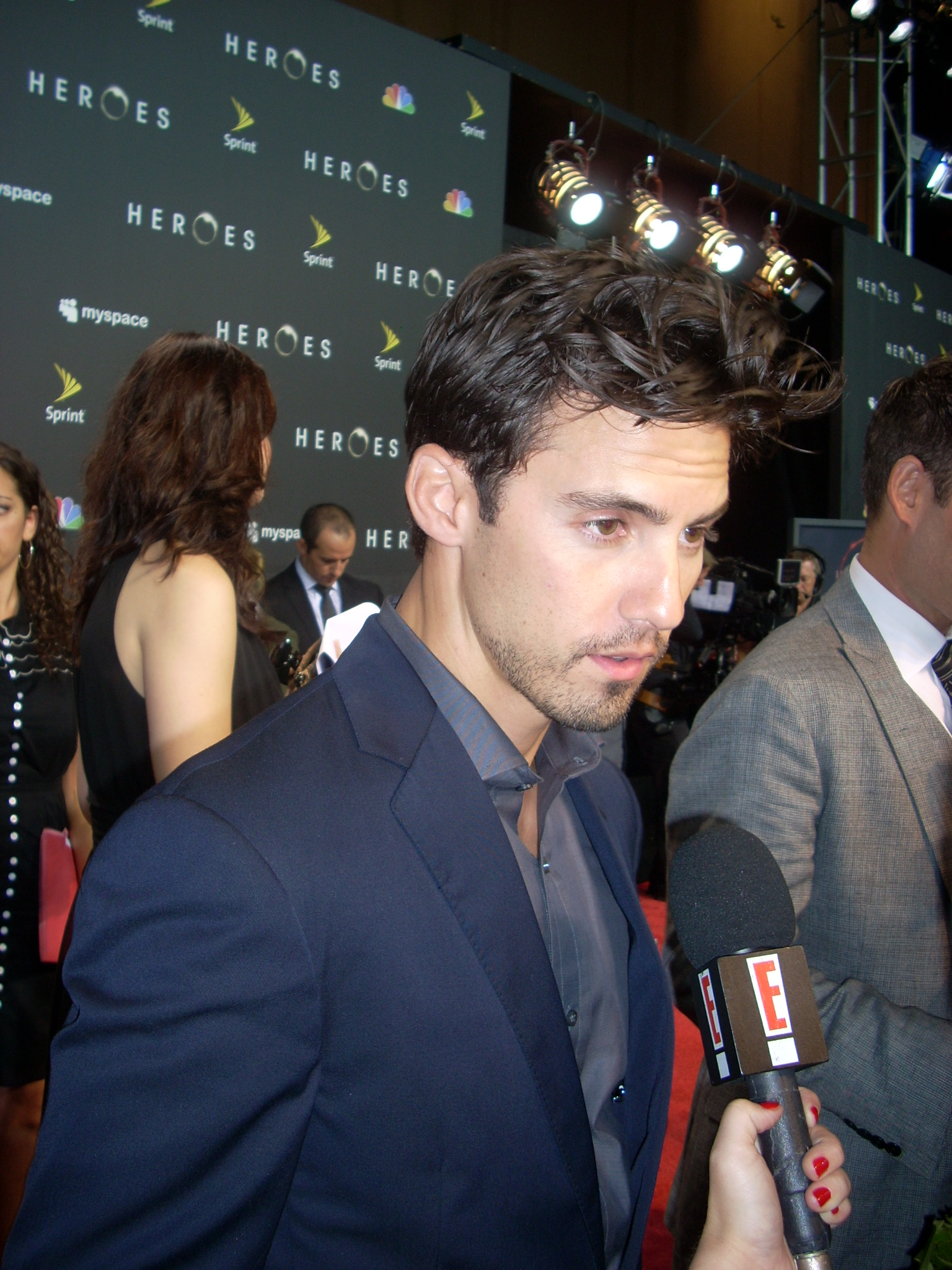
Milo Ventimiglia interprète Jess Mariano.
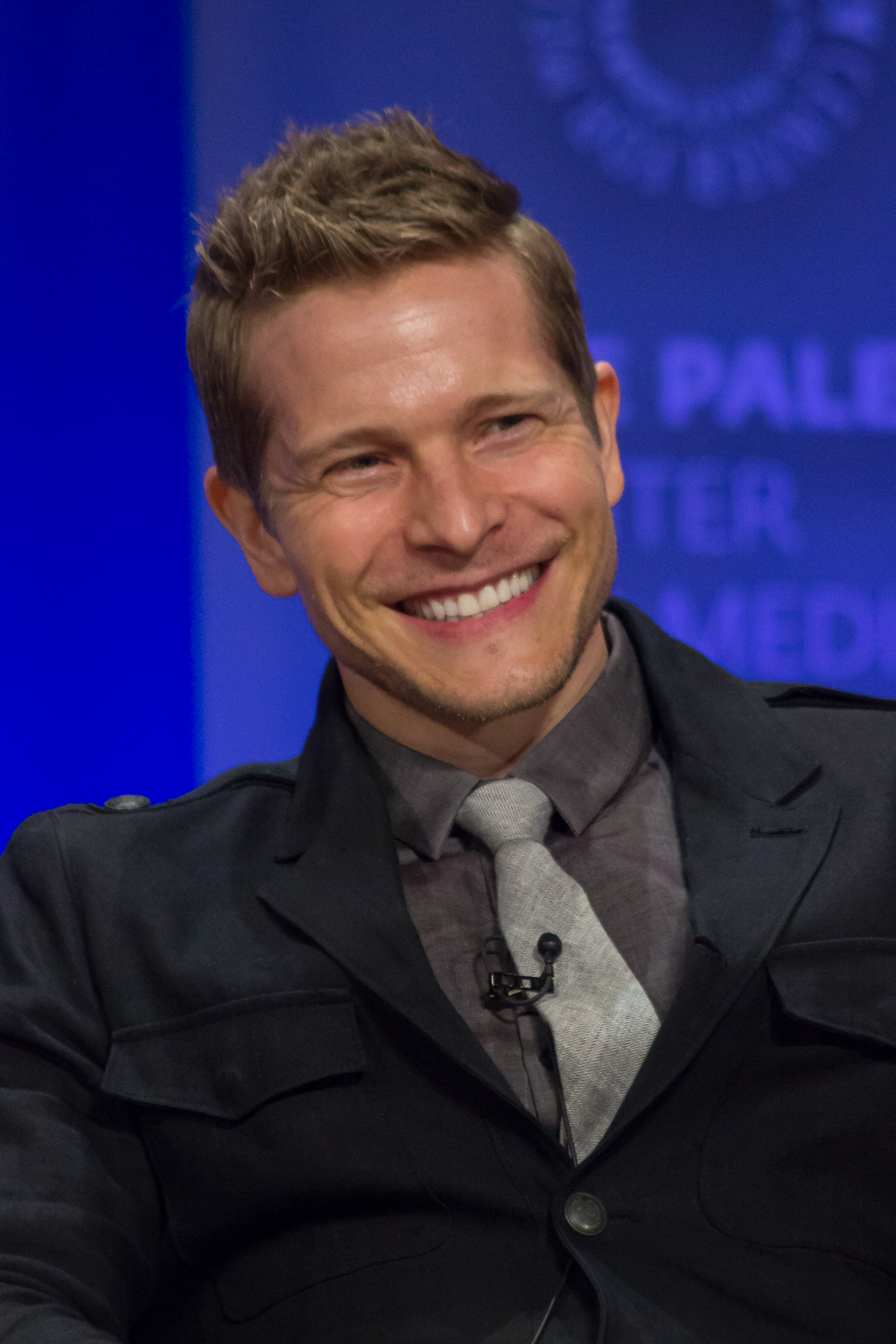
Matt Czuchry interprète Logan Huntzberger.

### Acteurs récurrents
- Liz Torres (VF : Monique Thierry) : Miss Patty
- Emily Kuroda (VF : Yumi Fujimori) : Mme Kim
- Marion Ross (VF : Claude Chantal) : Mme Lorelei Gilmore (1re du nom) alias Trick et Granny
- David Sutcliffe (VF : Patrice Baudrier) : Christopher Hayden (saisons 1 à 3 et 5 à 7)
- Scott Cohen (VF : Guillaume Lebon) : Max Medina (saisons 1 à 3)
- Shelly Cole (VF : Sylvie Levadoux puis Sauvane Delanoë) : Madeline Lynn (saisons 1 à 4)
- Jackson Douglas (VF : Jérôme Rebbot puis Stéphane Ronchewski) : Jackson Belleville (saisons 1 à 7)
- Chad Michael Murray (VF : Maël Davan-Soulas) : Tristan DuGrey (saisons 1 et 2)
- Teal Redmann (VF : Karine Foviau) : Louise Grant (saisons 1 à 4)
- Grant-Lee Phillips : Grant-Lee Phillips (saisons 1, 3 à 7)
- Sally Struthers (VF : Yvette Petit) : Babette Dell (saisons 1 à 7)
- Ted Rooney (en) (VF : Patrick Béthune) : Morey Dell (saisons 1 à 7)
- Michael Winters (VF : Michel Tugot-Doris) : Taylor Doose (saisons 1 à 7)
- Scout Taylor-Compton (VF : Laëtitia Videt) : Clara Forester (saisons 1 à 3, 5)
- Lisa Ann Hadley (VF : Natacha Muller) : Rachel (saison 1)
- Cristine Rose (VF : Françoise Pavy) : Francine Hayden (saisons 1 et 3)
- Elizabeth Franz (en) : Mia (saisons 1 et 7)
- Adam Brody (VF : Taric Mehani) : Dave Rygalski (saison 3)
- John Cabrera (VF : Yann Peira puis Olivier Korol) : Brian Fuller (saisons 3 à 7)
- Todd Lowe (VF : François Creton) : Zach Van Gerbig (saisons 3 à 7)
- Sebastian Bach (VF : Emmanuel Garijo) : Gil (saisons 4 à 7)
- Danny Strong (VF : Laurent Morteau) : Doyle McMaster (saisons 4 à 7)
- Wayne Wilcox (VF : Alexis Tomassian) : Marty (saisons 4 et 5)
- Kathleen Wilhoite (VF : Sophie Arthuys) : Liz Danes (saisons 4 à 7)
- Michael DeLuise (VF : Stéphane Bazin) : T.J. (saisons 4 à 7)
- Gregg Henry (VF : Gabriel Le Doze) : Mitchum Huntzberger (saisons 5 à 7)
- Katherine Bailess : Stephanie (saison 5)
- Vanessa Marano (VF : Florine Orphelin) : April Nardini (saisons 6 et 7)
- Sherilyn Fenn (VF : Ivana Coppola) : Sascha (saison 3) / Anna Nardini (saisons 6 et 7)
- Krysten Ritter (VF : Bérangère Jean) : Lucy (saison 7)
- Chris Eigeman (VF : Patrick Borg) : Jason Stiles (saison 4)

Version française
- Société de doublage : L'Européenne du doublage  (saisons 1 à 2)[5],[6] / Dubbing Brothers (saisons 3 à 7)[5],[6]
- Direction artistique : Marie-Laure Beneston[5],[6] (saisons 1 à 6) et Bernard Demory[5],[6] (saison 7)
- Adaptation des dialogues : Monique Nevers, Michel Eloi, Alain Beauzamy et Sandrine Chevalier[5]

 Source et légende : version française (VF) sur RS Doublage et Doublage Séries Database

## Production

### Développement
En octobre 2015, Netflix annonce le retour de la série.
Le 28 juillet 2016, huit ans après la fin de la série, Netflix a confirmé la date officielle de la diffusion de la mini-série, le 25 novembre 2016 pour une saison de quatre épisodes de 90 minutes.

### Casting
L'actrice Alexis Bledel remporte le rôle principal de Rory alors qu'elle n'avait jamais joué auparavant (elle avait simplement fait de la figuration).
Le rôle principal de Lorelai a posé des difficultés: une semaine avant le début du tournage, l'actrice n'avait toujours pas été choisie. Les producteurs voulaient Lauren Graham, mais elle était impliquée dans une autre série, finalement annulée, ce qui lui a permis de participer à Gilmore Girls.

### Tournage

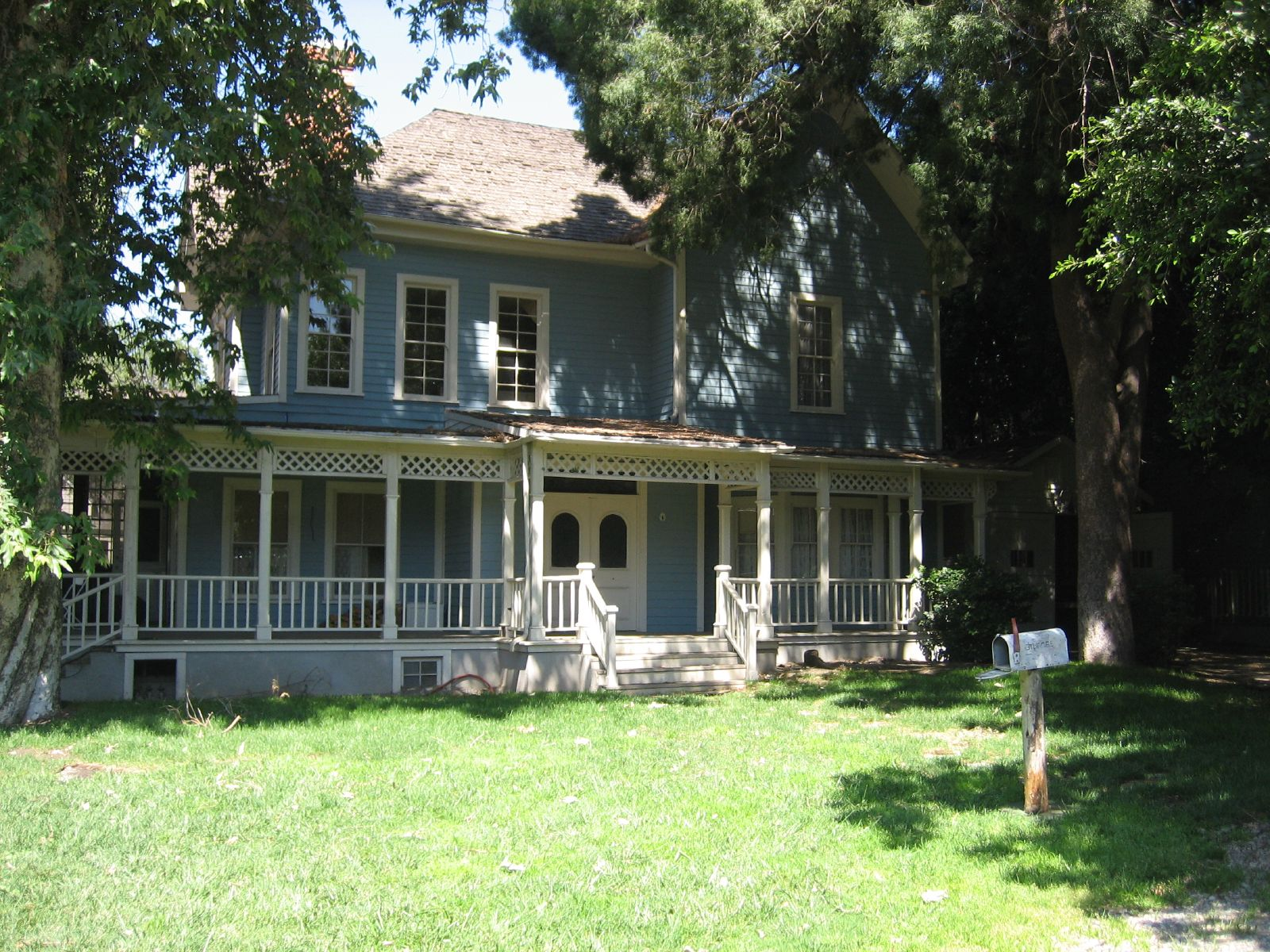
Plateau de tournage de la série Gilmore Girls.

Le tournage de la série, sauf le premier épisode, a eu lieu au studio de Warner Bros à Burbank, en Californie. 
Le premier épisode a été tourné à Toronto. On peut reconnaître le même plateau de tournage du village dans la série de télévision Les Menteuses. Même si la série se passe au Connecticut, tout le tournage a été fait en Californie. Les décorateurs ont dû décorer le plateau de tournage avec de la fausse neige ou des fausses feuilles plusieurs fois afin de représenter les automnes et les hivers de la Nouvelle Angleterre.

## Épisodes
| Saisons | Saisons | Nombre d'épisodes | Diffusion originale | Diffusion originale | Diffusion originale |
| Saisons | Saisons | Nombre d'épisodes | Début de saison     | Fin de saison       | Chaîne d'origine    |
| ------- | ------- | ----------------- | ------------------- | ------------------- | ------------------- |
|         | 1       | 21                | 5 octobre 2000      | 10 mai 2001         | The WB              |
|         | 2       | 22                | 9 octobre 2001      | 21 mai 2002         | The WB              |
|         | 3       | 22                | 24 septembre 2002   | 20 mai 2003         | The WB              |
|         | 4       | 22                | 23 septembre 2003   | 18 mai 2004         | The WB              |
|         | 5       | 22                | 21 septembre 2004   | 17 mai 2005         | The WB              |
|         | 6       | 22                | 13 septembre 2005   | 9 mai 2006          | The WB              |
|         | 7       | 22                | 26 septembre 2006   | 15 mai 2007         | The CW              |

## Accueil

### Critiques
La série Gilmore Girls est encensée par la critique et considérée comme une des meilleures productions des années 2000.
Selon le Los Angeles Time, la série « tient une place particulière dans la pop culture américaine, offrant un refuge fictionnel dans les temps troublés de la vie réelle ». Dans le New York Times, la critique Haley Mlotek parle de fiction émotionnelle spéculative »: la vraie vie, mais en un peu mieux. Dans Le Monde, la journaliste Violaine Morain estime que le monde de la série est «a priori plutôt lisse » mais que les héroïnes ont «juste assez de défauts pour être attachantes». L'originalité de la série tiendrait aussi à sa peinture d'un monde très féminin, «une mère et une fille d’âges proches et vivant seules, les hommes gardant toujours un rôle satellite dans les sept premières saisons». La série est ainsi célébrée comme «féministe» (même si elle ne revendique pas ce terme) car elle met en scène trois femmes, trois «gilmore girls», d'âge différents, Emily, Lorelai, Rory, qui ont une vision différente de la vie. Emily est la grand-mère traditionnelle, Lorelai la femme indépendante qui a élevé sa fille seule, à 16 ans, Rory la jeune femme ambitieuse qui veut intégrer Harvard. Selon Caroline Veunac dans Télérama, la série plait aussi parce qu'elle ne joue pas sur le spectaculaire, mais au contraire sur le local, le social, elle serait ainsi «précurseuse de la décroissance».

### Audiences
La suite de la série Gilmore Girls: Une nouvelle année est, selon Netflix, la série la plus regardée dans son intégralité le jour de sa mise en ligne, le 25 novembre 2016.

## Autour de la série
La série compte notamment Allan Heinberg parmi ses scénaristes.
En avril 2006, Amy Sherman-Palladino, créatrice de la série, décide de quitter l'équipe de production au terme de la saison 6, et de laisser les clés de la série à David S. Rosenthal, jusqu'ici producteur exécutif et scénariste pour l'émission.
La créatrice de la série, Amy Sherman-Palladino, est de retour pour la suite de Gilmore Girls: Une nouvelle année.
Gilmore Girls est la première série à être financée par le Family Friendly Programming Forum (en), une coalition d'annonceurs qui voyait là l'occasion de pallier l'absence de séries adaptées à un public familial. 
Alexis Bledel, l'actrice interprétant le personnage de Rory Gilmore dans la série, n'aimait pas le café contrairement à son personnage, c'est pourquoi ses tasses contenaient du Coca-Cola lors des journées de tournage. 

## Suite en 2016 sur Netflix
Une suite de cette série, intitulée Gilmore Girls : Une nouvelle année (Gilmore Girls: A Year in the Life), est diffusée depuis le 25 novembre 2016 sur Netflix.

## Récompenses
- Family Television Award 2001 : Meilleure nouvelle série
- Family Television Award 2001 : Meilleure actrice dans une série dramatique pour Lauren Graham
- Family Friendly Forum 2001 : Meilleure série dramatique
- Television Critics Association Awards 2001 : Meilleur nouveau programme de l'année
- Viewers for Quality Television 2001 : Meilleure série dramatique
- Young Artist Award 2001 : Meilleure série familiale dramatique
- Young Artist Award 2001 : Meilleure actrice dans une série dramatique pour Alexis Bledel
- Family Television Award 2002 : Meilleure actrice pour Alexis Bledel
- Young Artist Award 2002 : Meilleure actrice dans une série dramatique pour Keiko Agena